# فلم ون بيس: ريد
فيلم ون بيس: ريد (باليابانية: ワンピース フィルム レッド) هو فيلم أنمي أكشن-مُغامرات وموسيقيّ وفنتازيا يابانيّ من إخراج غورو تانيجوتشي ومن إنتاج أستوديو توي أنميشن. وهو الفيلم الخامس عشر من سلسلة أفلام ون بيس، مبني على المانغا التي تحمل نفس الاسم وكتبها ورسمها إييتشيرو أودا. أُعلن عنه أوّل مرة في 21 نوفمبر 2021 بعد بثّ الحلقة الألف من أنمي ون بيس وأُصدر كذلك إعلان دعائيّ ومُلصَق. وبدأ عرضه في السينما أول مرة في 6 أغسطس 2022 في اليابان. وعُرض في فرنسا، الجزائر، وتونس، والمغرب في 10 أغسطس 2022، وفي الخليج العربي في 3 نوفمبر 2022. يُروَّج للفيلم بأنه يدور حول شخصية أنثوية جديدة تُدعى أُوتا.

## القصة
تدور أحداث الفيلم في جزيرة حيث فيها أوتا - المغنية الأكثر شهرة في العالم. وُصِف صوتها الذي تغني به وهي تخفي هويتها الحقيقية، بأنه من «عالم آخر». ستظهر علنًا لأول مرة في حفل موسيقي مباشر. بينما يمتلئ المكان بجميع أنواع عشاق أوتا - القراصنة المتحمسون والبحرية التي تراقب عن كثب وطاقم قبعة القش بقيادة لوفي الذي جاء ببساطة للاستمتاع بأدائها الرنان - فإن الصوت الذي كان العالم بأسره ينتظره على وشك أن يدوي. تبدأ القصة بحقيقة صادمة أنها «ابنة شانكس ذو الشعر الأحمر».

## الأصوات
| اسم الشَّخصية           | الأداء الصوتي    |
| --------------------- | ---------------- |
| مونكي دي لوفي         | مايومي تاناكا    |
| ذو الشعر الأحمر شانكس | شويتشي إيكيدا    |
| أوتا                  | كاوري نازوكا آدو |
| رورونوا زورو          | كازويا ناكاي     |
| نامي                  | أكيمي أوكامورا   |
| أوسوب                 | كابي ياماغوتشي   |
| سانجي                 | هيرواكي هيراتا   |
| توني توني تشوبر       | إيكوي أوتاني     |
| نيكو روبين            | يوريكو ياماغوتشي |
| فرانكي                | كازوكي ياو       |
| بروك                  | تشو              |
| جينبي                 | كاتسوهيسا هوكي   |
| إيبوشي                | يوكي يامادا      |
| غوردُن                 | كينجيرو تسودا    |
| ساني-كُن               | هوكو كواشيما     |
| رومي                  | تشيسي نييتسو     |

## التطوير
أخرج غورو تانيغوتشي سابقًا أوفا 1998، ون بيس: هزيمة القرصان جانزاك! الذي أنتجتها برودكشن آي. جي. وكان هذا أول اقتباس لمانغا ون بيس، تم إصداره قبل بث مُسلسل الأنمي ولديه عدد محدود من العروض في المسارح اليابانية. صرَّح أودا أن تانيغوتشي كان أول شخصٍ يُحرِّك لوفي على الإطلاق.
وفقًا لشينجي شيميزو، أحد موظفي توي أنميشن ومُنتِج أنمي ون بيس، فإنَّ فيلم ون بيس: ريد هو الفيلم الوحيد من ون بيس الذي شارك فيه إيتشييرو أودا بنشاط أكبر. أودا هو المنتج التنفيذي ومصمم الشخصيات ومراجع سيناريو الفيلم. وقال أيضًا أنَّ الفيلم سيكون مختلفًا عن أفلام ون بيس السابقة. وأضافَ أنَّ الفيلم سيكون مزيجًا من 2D و 3D CGI على الرغم من أن الرسوم المتحركة الرئيسية ستكون ثنائية الأبعاد ولكن في بعض المشاهد ستكون في 3D CGI لجعلها أكثر تأثيرًا.
بناقش أودا وتانيغوتشي وتسوتومو كورويوا سيناريو الفيلم لأكثر من عامين. بعد انتهائه، أشاد أودا بالسيناريو الأخير قائلًا «إنَّهُ رائع!» وأكّد كاتب السيناريو تسوتومو كورويوا أنَّ فيلم ون بيس: ريد سيكون فيلمًا رائعًا سيلمسُ قلوب الكثير من النَّاس.

## شباك التذاكر
تم إطلاق الفيلم في عطلة نهاية الأسبوع وحقق نجاحًا كبيرًا في اليابان. في يوم الافتتاح، حقق الفيلم إيرادات شباك تذاكر 1,232,095,230 ين وباع 869,407 تذكرة. وهو أكبر افتتاح لفيلم ون بيس على الإطلاق، والفيلم الثالث في تاريخ اليابان الذي حقق أكثر من مليار ين في يوم الافتتاح وثاني أكبر يوم افتتاح على الإطلاق في اليابان. في يومه الثاني، حقق 1,022,141,800 ين من إيرادات شباك التذاكر وباع 710,145 تذكرة، بإجمالي 2,254,237,030 ين و 1,579,552 تذكرة في عطلة نهاية الأسبوع. هذا يجعل الفيلم أفضل فيلم افتتاحية لشهر آب/أغسطس في اليابان، وأكبر شباك تذاكر في نهاية الأسبوع لعام 2022 حتى الآن، وأعلى افتتاحية على الإطلاق لشركة التوزيع توهو، وثاني أعلى افتتاحية لمدة يومين لفيلم في التاريخ الياباني، وأفضل افتتاح يوم السبت على الإطلاق لـ IMAX وأيضًا ثاني فيلم على الإطلاق في اليابان يحقق أكثر من مليار ين في يومين على التوالي.

## قائمة المراجع
فهرس المراجع
1. ↑  "歴代ランキング - CINEMAランキング通信". www.kogyotsushin.com. مؤرشف من الأصل في 2024-05-01. اطلع عليه بتاريخ 2024-05-01.
2. ↑  "One Piece Film Red Tops Howl's Moving Castle as #4 All-Time Anime Film Globally, #5 in Japan". Anime News Network (بالإنجليزية). 1 May 2024. Archived from the original on 2024-01-20. Retrieved 2024-05-01.
3. ↑  "الإعلان عن تاريخ إصدار فيلم ون بيس: ريد الياباني". سيليكونيرا (بالإنجليزية الأمريكية). 21 Nov 2021. Archived from the original on 2021-11-23. Retrieved 2021-11-23.
4. ↑  "الإعلان عن رسميًا فيلم ون بيس: ريد، وتم الكشف عن أول إعلان تشويقي". مدونة فنميشن (بالإنجليزية الأمريكية). 21 Nov 2021. Archived from the original on 2021-11-30. Retrieved 2021-11-30. {{استشهاد ويب}}: |archive-date= / |archive-url= timestamp mismatch (help)
5. ↑  "ون بيس: ريد قادم عام 2022". لعبة الخرف (بالإنجليزية الأمريكية). 21 Nov 2021. Archived from the original on 2021-11-23. Retrieved 2021-11-30.
6. ↑  "غورو تانيجوتشي من كود غياس يخرج فيلم ون بيس: ريد يصدر في 6 أغسطس 2022". شبكة أخبار الأنمي (بالإنجليزية). Archived from the original on 2021-11-23. Retrieved 2021-11-23.
7. ↑  "تم الإعلان عن فيلم ون بيس جديد". أنمي (بالإنجليزية). Archived from the original on 2021-11-23. Retrieved 2021-11-30.
8. ↑  "ون بيس فيلم : ريد". فوكس سينما السعودية. مؤرشف من الأصل في 2023-08-01.
9. ↑  "Toei Drops Teaser for 'One Piece Film: Red' Feature". Animation World Network (بالإنجليزية). Archived from the original on 2021-11-23. Retrieved 2021-11-23.
10. ↑  "Next One Piece Movie Announced, Will Focus on Shanks and New Female Character". CBR (بالإنجليزية الأمريكية). 19 Nov 2021. Archived from the original on 2022-01-01. Retrieved 2021-11-23.
11. ↑  "Information The teaser trailer and setting drawings of main characters are released!". "ONE PIECE FILM RED"  OFFICIAL SITE (بالإنجليزية الأمريكية). Archived from the original on 2022-04-23. Retrieved 2022-04-23.
12. 1 2 3  "Uta Finds Her Voice for ONE PIECE FILM RED, New Trailer and Visual Revealed [UPDATED]". www.crunchyroll.com. مؤرشف من الأصل في 2024-05-01. اطلع عليه بتاريخ 2024-05-01.
13. ↑  "One Piece Film Red Anime Adds 2 Cast Members". Anime News Network (بالإنجليزية). 1 May 2024. Archived from the original on 2022-10-05. Retrieved 2024-05-01.
14. ↑  "Who is Goro Taniguchi, Director of One Piece Film Red Shanks Movie". www.dualshockers.com (بالإنجليزية). Archived from the original on 2021-11-23. Retrieved 2021-11-23.
15. ↑  "5 OVAs That Were Perfect (& 5 That Really Missed The Mark)". CBR (بالإنجليزية الأمريكية). 31 Jan 2020. Archived from the original on 2021-11-23. Retrieved 2021-11-23.
16. ↑  "¡BOMBAZO! Entrevista EXCLUSIVA al staff de One Piece Film Red". Mission Tokyo. 21 ديسمبر 2021. مؤرشف من الأصل في 2021-12-23.
17. ↑  "『ONE PIECE』新作映画製作決定、来年8・6公開 『ONE PIECE FILM RED』監督は23年ぶりに谷口悟朗氏". أوريكون (باليابانية). 21 Nov 2021. Archived from the original on 2021-12-02.
18. 1 2  Harding, Daryl. "One Piece Film: Red Opens to a Massive 2.25 Billion Yen at JP Box Office, 2nd Best Opening Weekend in History". Crunchyroll (بالإنجليزية البريطانية). Archived from the original on 2022-08-08. Retrieved 2022-08-08.
19. ↑  "『ONE PIECE FILM RED』公開わずか2日間で157万人動員＆興行収入22.5億円突破！ONE PIECE史上NO.1スタート - SCREEN ONLINE（スクリーンオンライン）". screenonline.jp (بالإنجليزية). Archived from the original on 2022-08-08. Retrieved 2022-08-08.
20. ↑  Tartaglione, Nancy; Tartaglione, Nancy (7 Aug 2022). "'Bullet Train' Clocks $62.5M Global Bow; 'Jurassic World Dominion' Overtakes 'Doctor Strange 2' & 'Top Gun: Maverick' Crosses $1.35B WW – International Box Office". Deadline (بالإنجليزية الأمريكية). Archived from the original on 2022-08-08. Retrieved 2022-08-08.
21. ↑  ONE PIECE FILM RED：公開2日で興収22.5億円　157万人動員で過去最高のスタート　2022年公開作1位. Mantan Web (باليابانية). Mantan Co., Ltd. 8 Aug 2022. Archived from the original on 2022-08-09. Retrieved 2022-08-08.

## روابط خارجيَّة
- موقع ون بيس: ريد الرسمي (بالإنجليزية)